# Округ Пасифик (Вашингтон)
Округ Пасифик (енгл. Pacific County) је округ у америчкој савезној држави Вашингтон.

## Демографија
По попису из 2010. године број становника је 20.920, што је 64 (-0,3%) становника мање него 2000. године.
| Група             | 2000.          | 2010.          |
| Белци             | 18.462 (88,0%) | 17.699 (84,6%) |
| Афроамериканци    | 42 (0,2%)      | 79 (0,4%)      |
| Азијати           | 436 (2,1%)     | 427 (2,0%)     |
| Хиспаноамериканци | 1.052 (5,0%)   | 1.677 (8,0%)   |
| Укупно            | 20.984         | 20.920         |